# شیئوگاما-زاکورا
شیئوگاما-زاکورا (به ژاپنی: シオガマザクラ) با نام علمی (Prunus leveilleana Koehne cv. Shiogama) یک نوع درخت ساکورا است. شکوفه‌های این درخت از نوع یائه-زاکورا (پرگلبرگ) و به رنگ صورتی کم‌رنگ هستند.